# Remmene kyrka
Remmene kyrka är en kyrkobyggnad i Herrljunga kommun. Den tillhör sedan 2021 Herrljungabygdens församling (tidigare Remmene församling) i Skara stift. 

## Kyrkobyggnaden
Den nuvarande kyrkan uppfördes i sten 1868-1870 på samma plats som Remmene sockens medeltida tornlösa kyrka stod. Den var fallfärdig och revs. Fasaderna har vit spritputs. Sadeltaket över långhuset är täckt med rött enkupigt tegel. Tornet i väster och koret i öster har koppartäckta tak. Fönstren är gotiska med gråmålade bågar.
År 1934 byggdes en sakristia till åt öster. Vid en restaurering 1963 flyttades hela altaruppsatsen och altarrunden liksom predikstolen mot långhuset. På så sätt öppnades en ingång till altaret även vid den norra sidan. Man satte då även upp baldakinen över predikstolen. 

## Inventarier
- Dopfunten av sandsten har ornament från 1200-talet. Den flyttades vid 1963 års restaurering till södra väggen från att tidigare ha stått nedanför predikstolen.
- En stenplatta i väggen utgör dopaltare.
- Processionskrucifix av trä från omkring mitten av 1100-talet.
- En tronande madonnaskulptur från 1200-talets senare del utförd i ek. Höjd 81 cm. [1]
- Rökelsekar av malm från medeltiden.
- En predikstol från den gamla kyrkan, tillverkad omkring 1600, förvaras i sakristian.
- En altartavla från 1726 har också bevarats.

### Klockor
- Storklockan är av en kraftig senmedeltida normaltyp och saknar inskrift.[2]
- Lillklockan som är gjuten 1920 var en donation från församlingsborna.

### Orgel
- 1934 byggde Enger, Herrljunga en orgel med 6 stämmor.
- Den nuvarande orgeln är tillverkad av Tostareds Kyrkorgelfabrik, Tostared 1979. Den har elva stämmor fördelade på två manualer och pedal. Den stumma fasaden är från 1934.[3] Orgeln är mekanisk.

| Huvudverk I   | Svällverk II        | Pedal        | Koppel |
| Gedakt 8'     | Spetsflöjt 8´       | Subbas 16´   | I/P    |
| Principal 4'  | Blockflöjt 4'       | Principal 8' | II/P   |
| Rörflöjt 4'   | Principal 2'        |              | II/I   |
| Gemshorn 2'   | Sesquialtera 2 chor |              |        |
| Mixtur 3 chor | Tremulant           |              |        |
|               | Crescendosvällare   |              |        |